# 英雄行动2.0
英雄行动 2.0是俾路支解放军于2025年5月2日起针对巴基斯坦當局位於俾路支斯坦的设施发动的攻势。 
5月9日，就在進攻巴基斯坦當局的同時，俾路支解放军单方面宣布成立新的俾路支共和国， 而且要求印度允许該國在德里设立大使馆。 
俾路支解放军還表示，如果印度想消灭‘巴基斯坦這樣的恐怖主义国家’，俾路支共和国願意配合印度一同進攻巴基斯坦。俾路支解放军還要求联合国承認俾路支共和国。 不過美國和聯合國均拒絕承認俾路支共和国。